# Rohonyi Vilmos

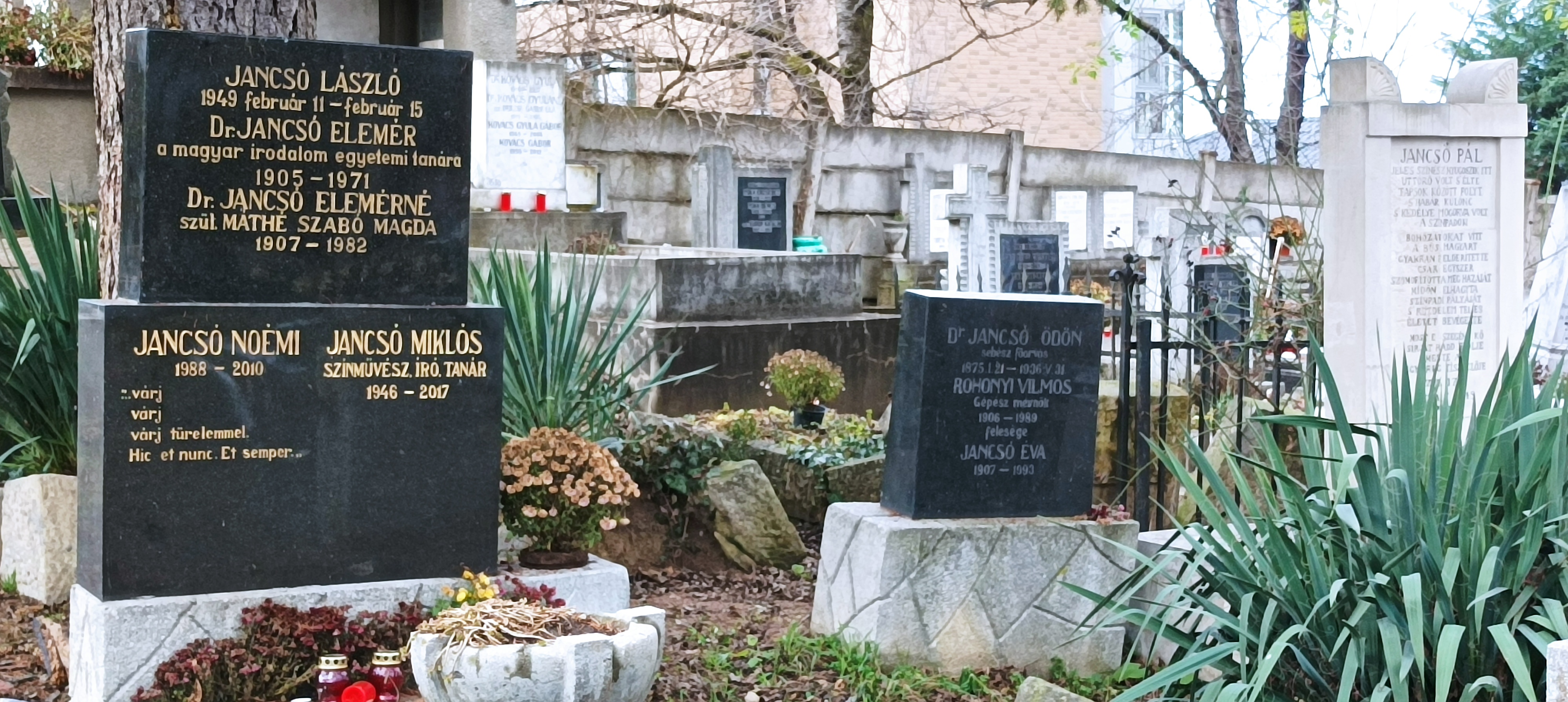
Sírja a Házsongárdi temetőben (Kertek rész) – középső sírkő

Rohonyi Vilmos (Budapest, 1906. július 3. – Kolozsvár, 1989. július 14.) műszaki író. Rohonyi Zoltán apja.

## Életútja
A kolozsvári Református Kollégiumban érettségizett (1924), a budapesti Műegyetemen szerzett gépészmérnöki oklevelet (1930). Pályáját az Energia kolozsvári villamosgépgyár tervezőjeként kezdte, majd a Dermata (később Herbák János) bőr- és cipőgyár mérnöke, műszaki igazgatója, végül helyettes vezérigazgatója (1933–47). 1948–51 között a Könnyűipari Minisztériumban műszaki tanácsos, a kolozsvári Unirea gépgyár tervezőmérnöke (1951–54), a kolozsvári műegyetemen előadótanár a szerszámgép-szerkesztési tanszéken (1949–58), majd nyugdíjazásáig a Tehnofrig Élelmiszeripari és Hűtőgépgyárnál tervezőmérnök (1957–69). 1969–70-ben külföldi ösztöndíjjal a hollandiai Delft műszaki egyetemén dolgozott, nyugdíjazása után is az ICPIAF intézet tervezője.

## Munkássága
Kutatási területe: fogaskerék-meghajtások; eredményeivel 1980-ban elnyerte a bukaresti Műszaki Egyetem aranydiplomáját. Tanulmányai jelentek meg románul a Standardizare, Metalurgia, magyarul a Korunk, Művelődés és a budapesti A Gép című folyóiratban, németül az Acta Tehnica, Konstruktion, Industrie-Anzeiger, Werkstatt und Betrieb, oroszul az Expressz Informacii s a moszkvai egyetem folyóiratának hasábjain.

## Kötetei
- Automatizálás (1965)
- Korszerű szíjhajtások (Feszítőtárcsás szíjhajtások elmélete és gyakorlata)
- Román-magyar-német műszaki szótár (Bíró András és Killmann Viktor társszerzőkkel, 1973)
- Fogaskerék-hajtások (1974)
- A román-magyar és magyar-román műszaki szótár (1979)
- Pálfalvi-Jenei-féle Magyar-román műszaki szótár (1987) társszerzője.